# Enfant terrible
Enfant terrible er fransk og betyder "forfærdeligt barn". Et enfant terrible er et barn med en udpræget ukonventionel opførsel eller tankegang, som er pinlig for omgivelserne.
Udtrykket anvendes sjældent om børn, men om voksne, som provokerer bevidst eller ubevidst.
Mange kunstnere er i tidens løb blevet betegnet som enfant terrible, når de har sprængt de rammer, deres kunst var begrænset af. Ofte er de blevet skabere af nye stilarter.